# Punts extrems de Catalunya

Mapa comarcal de Catalunya

Els punts extrems de Catalunya són els següents.

## Latitud i longitud

### Punts més septentrionals
- El punt més septentrional de la Catalunya del Sud és el Tuc de Sacauva, que es troba a la Vall d'Aran (42° 51′ N, 0° 42′ E / 42.850°N,0.700°E).[1]
- El punt més septentrional de la Catalunya del Nord es l'estació meteorológica d'Òpol i Perellós, que es troba a la comarca del Rosselló (42° 55′ N, 2° 51′ E / 42.917°N,2.850°E)
- El municipi més septentrional és Bausen, que es troba a la Vall d'Aran (42° 50′ N, 0° 43′ E / 42.833°N,0.717°E)

### Punts més meridionals
- El punt més meridional és la desembocadura del riu de la Sénia, al límit sud del Montsià (40° 31′ 22.5084″ N, 0° 30′ 52.4736″ E / 40.522919000°N,0.514576000°E).[2]

- El municipi més meridional és Alcanar, que es troba al Montsià (40° 32′ 35″ N, 0° 28′ 51″ E / 40.54306°N,0.48083°E)

### Punts més occidentals
- El punt més occidental és prop del Tossal del Rei, al límit oest del Montsià (40° 43′ N, 0° 10′ E / 40.717°N,0.167°E).[2]

### Punts més orientals
- El punt més oriental és l'illa Massa d'Or, situada a poca distància del Cap de Creus, a l'Alt Empordà (42° 19′ 12.1224″ N, 3° 19′ 56.9568″ E / 42.320034000°N,3.332488000°E).
- El municipi més oriental és Cadaqués, que es troba a l'Alt Empordà (42° 17′ 19″ N, 3° 16′ 40″ E / 42.28861°N,3.27778°E)

## Altitud

### Punt natural més alt
- El punt més alt respecte al nivell del mar és el cim de la Pica d'Estats (Pallars Sobirà), situat a 3.143 msnm.[3]

### Punt natural més baix
- El punt més baix és, a banda de tota la línia de la costa mediterrània, situada a 0 msnm, l'antic estany de Vilacolum (Alt Empordà), situat entre els 0 msnm i els -1 msnm.

### Punt artificial més baix
- El punt subterrani més baix que s'ha assolit mai són les mines de potassa de Súria (Bages), a 600 m per sota de la superfície.[4]